# Avenida Corrientes

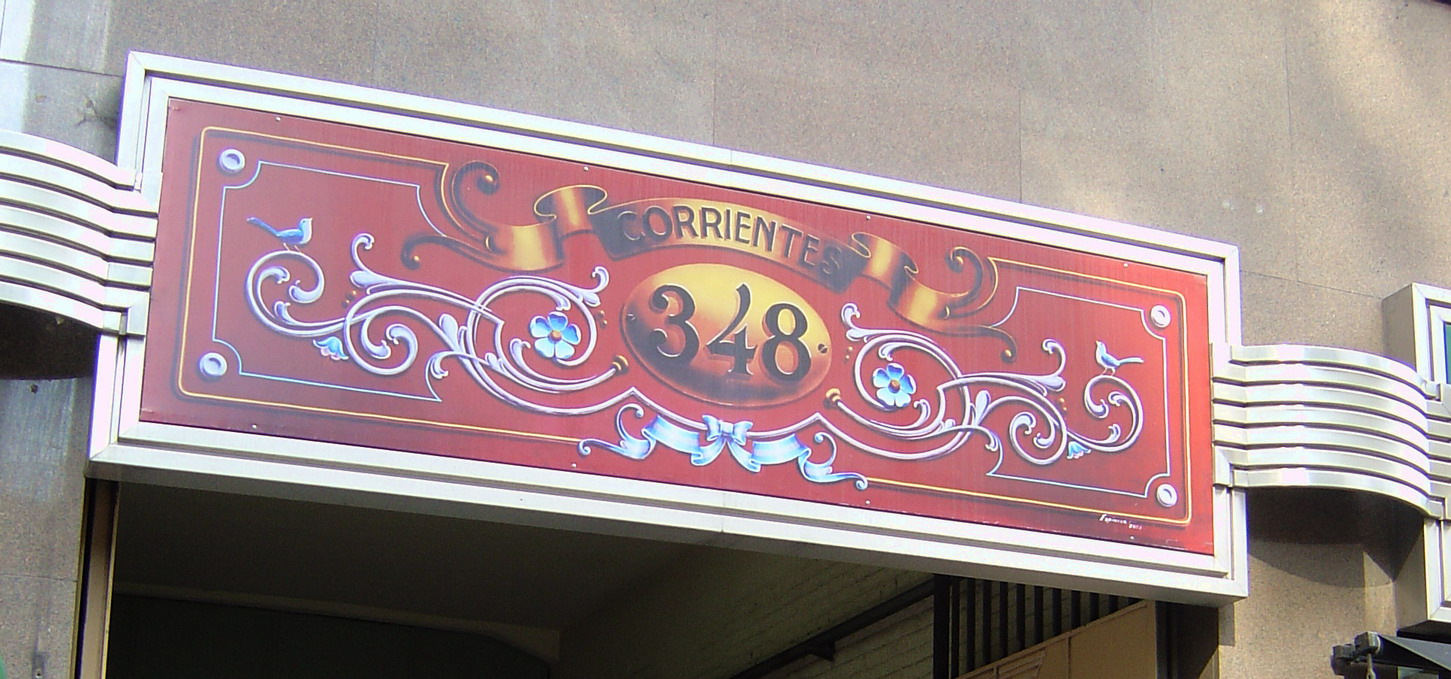
Znak nad 348 Avenida Corrientes

Avenida Corrientes (Aleja Corrientes) – jedna z głównych ulic w Buenos Aires. Ulica jest związana z historią tanga i historią porteño. 

## Aleja Corrientes w muzyce tanga
Aleja Corrientes jest opisana w kilku tangach
- A media luz

Aleja Corrientes 3-4-8, 

drugie piętro, winda 

Nie ma tutaj sąsiadów ani dozorców 

Wewnątrz wódka i miłość ...

- Calle Corrientes  (Alberto Vaccarezza i Enrique Delfino)
- Corrientes angosta  (Ángel "Pocho" Gatti)
- Corrientes y Esmeralda  (Celedonio Flores i F. Pracanico)
- Tristezas de la calle Corrientes (Homero Esposito i Domingo Federico, 1942)
- Pucherito de gallina